# 1757 en santé et médecine
| Années de la santé et de la médecine : 1754 - 1755 - 1756 - 1757 - 1758 - 1759 - 1760    |
| Décennies de la santé et de la médecine : 1720 - 1730 - 1740 - 1750 - 1760 - 1770 - 1780 |

Cet article présente les faits marquants de l'année 1757 en santé et médecine.

## Événements
- À Dublin, le Lying-In Hospital déménage dans un nouveau bâtiment créé par Richard Cassels et appelé The New Lying-In Hospital ou plus simplement « la Rotonde »[1].
- A Séville, la Fabrique royale de tabac est inaugurée officiellement[2].

## Publications importantes
- Albrecht von Haller commence la publication de Elementa physiologiae corporis humani[3].
- William Hunter décrit pour la première fois le syndrome de la veine cave supérieure dans The History of an Aneurysm of the Aorta[4].

## Naissances
- 1er mars : Alexis Boyer (mort en 1833), anatomiste et chirurgien français.
- 18 mars: François-Hilaire Gilbert (mort en 1800), vétérinaire français.
- 5 juin : Pierre Cabanis (mort en 1808), médecin, physiologiste, philosophe et homme politique français[5].
- 10 octobre : Erik Acharius (mort en 1819), botaniste et médecin suédois.

Date à préciser
- William Charles Wells (mort en 1817), médecin et physicien américain.

## Décès
- 5 décembre : Johann Hebenstreit (né en 1703), médecin et naturaliste allemand.

Date inconnue
- George Young (en) (né en 1692), chirurgien et philosophe écossais.